# Edith Xio Mara García García
Edith Xio Mara García García (* 20. August 1977) ist eine mexikanische Paläobiologin und Schachspielerin.

## Paläobiologie
Edith Xio Mara García García studierte Biologie am Centro Universitario de Ciencias Biológicas y Agropecuarias (CUCBA) der Universidad de Guadalajara und promovierte in Geologie an der spanischen Universität Salamanca. Sie ist Honorarprofessorin für Paläobiologie am Centro Universitario de Tonalá (CUTonalá) der Universidad de Guadalajara in Tonalá. Dort ist sie auch Leiterin der Abteilung für Wasser- und Energietechnik.
In Spanien forschte sie von 2006 bis 2009 an den Veränderungen der Ökosysteme vom Mittleren Miozän bis zum Pleistozän im Atlantik von Portugal bis Marokko, finanziert durch das spanische Ministerium für Bildung und Wissenschaft. In Mexiko beschäftigte sie sich von 2011 bis 2013 mit den Einflüssen der globalen Erwärmung auf die Artenvielfalt mexikanischer Reptilien, finanziert durch den mexikanischen Nationalrat für Wissenschaft und Technologie (CONACYT). Sie leitete auch ein Projekt über Paläoichthyologie im Chapalasee, dem größten natürlichen Binnengewässer Mexikos.
Ihre wissenschaftlichen Publikationen erschienen unter anderem in Revista Mexicana de Ciencias Geológicas, Ameghiniana, Rivista Italiana di Paleontologia e Stratigrafia, Crustaceana, International Journal of Environmental Science and Technology, Estudios Geológicos, Geogaceta und Revista Española de Micropaleontología.

## Schach
Ihr Vater brachte ihr das Schachspielen bei, als sie sieben Jahre alt war. Als sie zehn Jahre alt war trainierte sie im Kulturhaus in Zapopan, als sie 14 war, war Víctor Manuel Rizo Gómez ihr Schachtrainer.
Für die mexikanische Frauennationalmannschaft spielte sie zwischen 1994 und 2004 auf sechs Schacholympiaden: 1994 und 1996 am ersten Reservebrett, 1998 und 2004 am zweiten sowie 2000 und 2002 am dritten Brett. Ihr bestes Ergebnis bei Schacholympiaden hatte sie 1996 in Jerewan mit fünf Punkten aus acht Partien.
Seit dem Jahr 2000 trägt sie den Titel Internationaler Meister der Frauen (WIM).
Sie engagiert sich seit 2011 für das Jugendschachprojekt Torremex des portugiesischen Schachspielers Édgar Perreira, der in Guadalajara eine Schachschule aufgebaut hat.
Ihre Elo-Zahl beträgt 2028 (Stand: Dezember 2024). Sie läge damit auf dem sechsten Platz der mexikanischen Elo-Rangliste der Frauen, wird aber als inaktiv gewertet, da sie seit Februar 2012 keine Elo-gewertete Schachpartie mehr gespielt hat. Ihre höchste Elo-Zahl war 2075 im Juli 1998.

## Auszeichnungen
- 1997: Premio Luchador Olmeca, verliehen durch die Confederación Deportiva Mexicana (CODEME)[5]
- 2012: Aufnahme in die Ruhmeshalle des Sportes des Bundesstaates Jalisco[1]